# 80 Millionen
80 Millionen ist ein Lied des deutschen Sängers Max Giesinger. Das Stück ist die erste Singleauskopplung aus seinem zweiten Studioalbum Der Junge, der rennt.

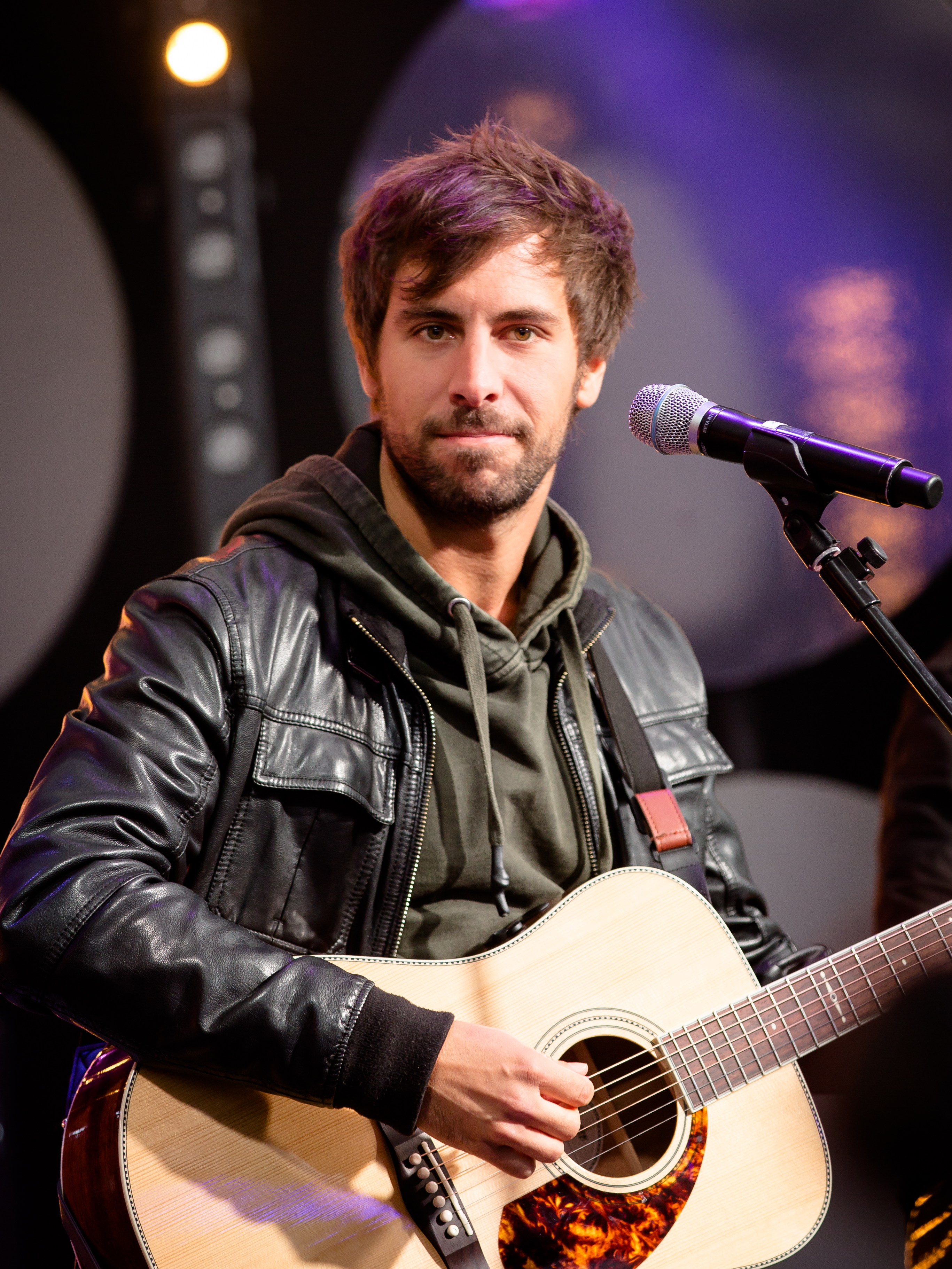
Max Giesinger (2017)

## Entstehung und Artwork
Geschrieben wurde das Lied gemeinsam von Martin Fliegenschmidt, Max Giesinger, David Jürgens und Alexander Zuckowski. Produziert wurde die Single von Jens Schneider. Die Single wurde unter dem Musiklabel BMG Rights Management veröffentlicht und vom Songreiter Musikverlag, Sony/ATV Music Publishing, Tinseltown Music Publishing und Universal Music Publishing verlegt. Zu Beginn lehnten sämtliche Musiklabels das Stück ab, doch Giesinger glaubte an das Stück und wollte es mittels Crowdfunding veröffentlichten. Kurz vor dem Start der geplanten Crowdfunding-Kampagne wurde BMG auf Giesinger aufmerksam und veröffentlichte das Lied mit ihm.
Auf dem Frontcover der Maxi-Single ist – neben Künstlernamen und Liedtitel – Giesinger, in einer Laufbewegung, zu sehen.

## Veröffentlichung und Promotion
Die Erstveröffentlichung von 80 Millionen erfolgte als Einzeldownload am 19. Februar 2016. Im Vorfeld zur Fußball-Europameisterschaft 2016 mauserte sich das Stück immer mehr zu einem der EM-Hits, worauf Giesinger das Lied mit neuem Refrain veröffentlichte. Die Erstveröffentlichung von 80 Millionen (EM Version) folgte am 10. Juni 2016. Die EM-Version beinhaltet zu Beginn den Originalton von Tom Bartels aus dem Finale der Fußball-Weltmeisterschaft 2014.
Um das Lied zu bewerben, folgten unter anderem Liveauftritte zur Hauptsendezeit während der ESC-Grand-Prix-Party 2016, während der Halbfinalshow von The Voice of Germany 2016 und in der Jahreschartsausgabe der ultimativen Chartshow. Am 22. April 2016 hatte Giesinger einen Gastauftritt in der 5982. Folge von Gute Zeiten, schlechte Zeiten. Am 4. März 2017 eröffnete Giesinger mit einer speziellen Version zu 80 Millionen die 52. Verleihung der Goldenen Kamera, hierbei änderte Giesinger den Text ab und ging inhaltlich auf die Nominierten ein.

## Hintergrund
Im September 2017 bediente sich die Alternative für Deutschland, im Zuge der Bundestagswahl 2017, bei einer Wahlkampf-Veranstaltung in Pforzheim ungefragt des Liedes. Giesinger kündigte rechtliche Schritte an und äußerte sich selbst mit folgenden Worten dazu: „Es verärgert mich extrem, dass eine Partei, deren politische Einstellung ich in keinster Weise teile, meine Musik für ihren Wahlkampf instrumentalisiert und ohne mein Wissen benutzt.“ Anfang 2018 bestätigte ein Sprecher der AfD gegenüber der Badische Neueste Nachrichten, dass Giesinger eine Abmahnung gegenüber der Partei erwirkt hat. Darüber hinaus tätigte der AfD-Sprecher folgende Aussage: „Selbstverständlich halten wir uns an den Wunsch von Herrn Giesinger, zumal wir ohnehin nie vorhatten, das Lied regelmäßig zu verwenden“.

## Inhalt
Der Liedtext zu 80 Millionen ist in deutscher Sprache verfasst. Die Musik und der Text wurden gemeinsam von Martin Fliegenschmidt, Max Giesinger, David Jürgens und Alexander Zuckowski verfasst. Musikalisch bewegt sich das Lied im Bereich der Popmusik. Als Instrumentalisten wurden Lars Brand (Perkussion und Schlagzeug) und Paul Sieferle (E-Bass) engagiert.
Inhaltlich befasst sich das Lied mit dem ersten Moment, in dem man seinen vermeintlich perfekten Partner findet. In einem Interview mit dem Magazin OK! beschrieb Giesinger das Lied in folgenden Worten: „80 Millionen hat eine allgemeingültige Message. Jeder ist ja auf der Suche nach seinem perfekten Deckel. Wenn man sich das genau überlegt, müssen da bei sieben Milliarden Menschen einfach die größten Zufälle zusammenkommen, dass man genau in dem einen Moment die richtige Person trifft. Könnte ja auch gut sein, dass diese Person an dem Tag zehn Minuten länger im Bett liegen geblieben ist und man sich dann verpasst hätte. Autobiografisch ist auf jeden Fall das Umziehen vom Dorf in die Stadt, das ich in der ersten Strophe thematisiere. Dass durch den Song jetzt so viel entstanden ist und er so gut ankommt, freut mich natürlich mega.“ Während der Teilnahme bei Sing meinen Song – Das Tauschkonzert verriet Giesinger, dass er das Lied für seine damalige Partnerin schrieb. Er habe ihr das Stück geschickt und sie sei „aus allen Wolken gefallen“, wie sehr das Lied die aktuelle Situation der beiden und ihre Gefühle widerspiegelt. Zu Beginn habe sie jeden Morgen das Lied im Radio gehört und sei glücklich dabei gewesen. Mit dem steigenden Erfolg entwickelte sich zunächst eine Fernbeziehung, weil Giesinger dauerhaft unterwegs war und später die Trennung, weil Musik zu diesem Zeitpunkt das Wichtigste für Giesinger war.
| „So weit gekommen und so viel gesehen, so viel passiert, dass wir nicht verstehen. Ich weiß es nicht, doch ich frag’ es mich schon, wie hast du mich gefunden? Einer von 80 Millionen.“ – Refrain, Originalauszug | „So weit gekommen und so viel gesehen, so viel passiert, dass wir nicht verstehen. Es wird nicht leicht, aber ihr schafft das schon, denn ihr seid nicht alleine. Hinter euch stehen 80 Millionen.“ – Refrain, EM-Version |

## Musikvideo

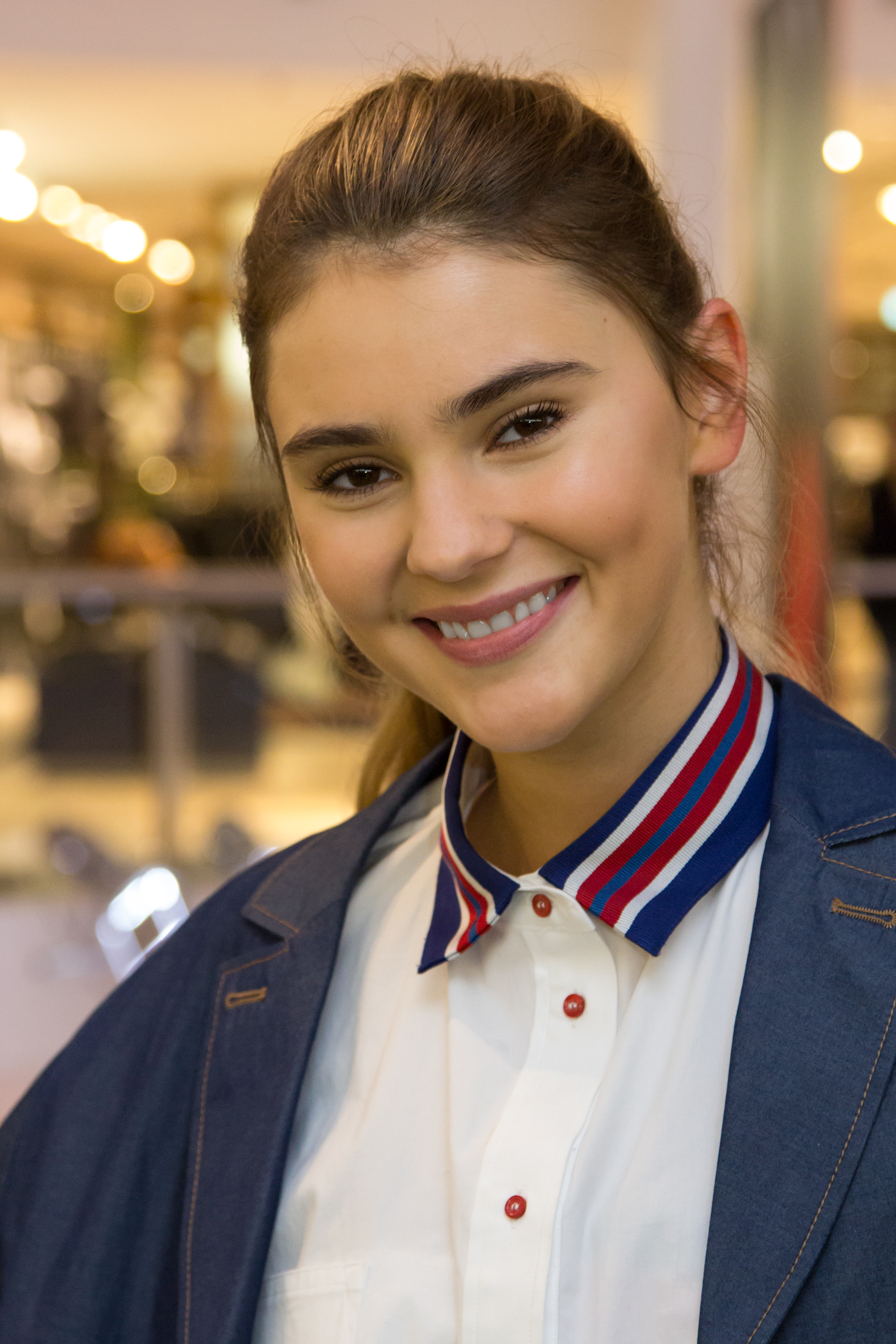
Stefanie Giesinger (2015)

Zu 80 Millionen wurden zwei verschiedene Musikvideos gedreht. Das ursprüngliche Video entstand in Berlin und feierte am 19. Februar 2016 auf YouTube seine Premiere. Es startet mit einer Frau, dargestellt von Stefanie Giesinger, die ihre Wohnung verlässt. Kurz darauf geht auch Max aus seinem Appartement, das sich im selben Gebäude befindet. Danach sind Szenen beider zu sehen, wie sie sich durch Berlin bewegen. Nach einiger Zeit kreuzen sich ihre Wege in einem Café, wobei Stefanie mit ihrem Handy abgelenkt ist und Max nicht beachtet. Als sie das Café verlässt, bemerkt sie ein Tourplakat von Max Giesinger, von dem sie ein Bild macht. Am Abend sitzt sie alleine zu Hause auf der Fensterbank ihrer Wohnung und schaut sich erneut das Tourplakat an. Sie beschließt daraufhin, das Konzert im Auster-Club zu besuchen. Vor Ort begibt sie sich in die erste Zuschauerreihe, wobei nach kurzer Zeit Max die Bühne verlässt und direkt vor Stefanie das Lied zu Ende singt. Die Gesamtlänge des Videos beträgt 4:16 Minuten. Regie führte – wie schon bei Kalifornien und Für immer – wieder Maxim Abrossimow.
Das zweite Musikvideo zur EM-Version wurde in Teilen während des Rheinland-Pfalz-Tages und im Wartbergstadion in der rheinhessischen Stadt Alzey gedreht und hatte am 10. Juni 2016 auf YouTube Premiere. Das Video lässt sich in drei Abschnitte unterteilen. Zu Beginn ist Giesinger im Wartbergstadion zu sehen, wo er unter Flutlicht alleine auf dem Spielfeld steht und das Lied singt. Danach sind Ausschnitte des Konzertes vom Rheinland-Pfalz-Tag zu sehen. Der dritte Abschnitt zeigt eine Gruppe von Kindern, die sich fußballspielend durch Hamburg bewegt. Eine Szene der Kinder wurde auf der Dachterrasse von Kostja Ullmanns Wohnung gedreht. Die Gesamtlänge des Videos beträgt 3:37 Minuten. Regie führte Patrick Wulf.
Bis Mai 2022 zählten beide Musikvideos über 67 Millionen Aufrufe bei YouTube.

## Mitwirkende
| Liedproduktion - Lars Brand: Perkussion, Schlagzeug - Martin Fliegenschmidt: Komponist, Liedtexter - Max Giesinger: Gesang, Komponist, Liedtexter - David Jürgens: Komponist, Liedtexter - Jens Schneider: Musikproduzent - Paul Sieferle: E-Bass - Alexander Zuckowski: Komponist, Liedtexter - BMG: Musiklabel - Songreiter Musikverlag: Verlag - Sony/ATV Music Publishing: Verlag - Tinseltown Music Publishing: Verlag - Universal Music Publishing: Verlag Musikvideo (EM-Version) - Patrick Wulf: Drehbuch, Filmschnitt, Kameramann, Regisseur | Musikvideo (Original) - Maxim Abrossimow: Regisseur - Sebastian Fischbeck: Filmeditor - Florian Gahm: Drehbuch - Stefanie Giesinger: Schauspielerin - Daniel Hoffmann: Kameramann - Yasin Kamat: Set-Runner - Negien Haddad Kaveh: Aufnahmeleiter - Nils Künstler: Oberbeleuchter - Lukas Lichter: Filmproduzent - Ives Otterbach: Kameraassistent - Juliane Polak: Maske - Jannik Siebert: 2. Aufnahmeleiter - Max von Helldorff: Filmproduzent - Philipp Verheyen: Maske - Vi-Dan Tran: Drehbuch - BNTB-Agency: Filmproduzent |

## Rezeption

### Auszeichnungen
Am 1. Dezember 2016 wurde Giesinger für 80 Millionen mit einer 1 Live Krone in der Kategorie Beste Single ausgezeichnet. Es handelt sich um einen Publikumspreis in dem sich Giesinger unter anderem gegen Philipp Poisel (Erkläre mir die Liebe), Eff (Stimme) und Mark Forster (Wir sind groß) durchsetzen konnte.

### Chartplatzierungen
80 Millionen erreichte in Deutschland Position zwei der Singlecharts und konnte sich insgesamt vier Wochen in den Top 10 und 38 Wochen in den Charts halten. In Österreich erreichte die Single in sechs Chartwochen Position 52 und in der Schweiz in drei Chartwochen Position 53 der Charts. Obwohl es das Lied nicht auf Platz eins schaffte, war es trotzdem für einen Zeitraum von zwei Wochen das erfolgreichste deutschsprachige Lied in den deutschen Singlecharts. 2016 platzierte sich die Single auf Position 31 in den deutschen Single-Jahrescharts. In den deutschen Airplay-Jahrescharts belegte 80 Millionen Position 13 und war damit nach Wir sind groß (Mark Forster) der zweit meistgespielte deutschsprachige Titel im Radio.
Für Giesinger als Interpreten ist dies bereits der dritte Charterfolg in Deutschland, sowie der zweite in Österreich und der Schweiz. Es ist sein erster Top-10-Erfolg in Deutschland. Als Autor ist 80 Millionen der erste Charterfolg Giesingers. Bis heute konnte sich keine Single von Giesinger höher und länger in den deutschen Singlecharts platzieren. In der Schweiz konnte sich ebenfalls keine Single höher platzieren.
Für Zuckowski als Autor ist dies bereits der 18. Charterfolg in Deutschland, sowie der zehnte in Österreich und der Schweiz. Es ist sein fünfter Top-10-Erfolg in Deutschland. Bis heute konnte sich kein Werk Zuckowskis höher und länger in den deutschen Singlecharts halten, damit löste das Stücke die Vorgänger Rise Like a Phoenix (Höchstplatzierung: fünf) und El mismo sol (Verweildauer: 21 Wochen) ab. Für Jürgens als Autor ist dies bereits der zehnte Charterfolg in Deutschland, sowie der sechste in Österreich und der fünfte in der Schweiz. Es ist nach I’m Here von David Pfeffer sein zweiter Top-10-Erfolg in Deutschland. Für Fliegenschmidt als Autor ist dies bereits der siebte Charterfolg in Deutschland und Österreich, sowie der vierte in der Schweiz. Es ist nach I Care for You von Jennifer Braun und Hurt Lovers von Blue sein dritter Top-10-Erfolg in Deutschland.
| ChartsChartplatzierungen | Höchstplatzierung | Wochen |
| ------------------------ | ----------------- | ------ |
| Deutschland (GfK)        | 2 (38 Wo.)        | 38     |
| Österreich (Ö3)          | 52 (6 Wo.)        | 6      |
| Schweiz (IFPI)           | 53 (3 Wo.)        | 3      |

| ChartsJahrescharts (2016) | Platzierung |
| ------------------------- | ----------- |
| Deutschland (GfK)         | 31          |

### Auszeichnungen für Musikverkäufe
Im Januar 2020 wurde 80 Millionen in Deutschland mit einer dreifachen Goldenen Schallplatte für über 600.000 verkaufte Einheiten ausgezeichnet.

| Land/Region        | Auszeichnungen für Musikverkäufe (Land/Region, Auszeichnung, Verkäufe) | Verkäufe |
| ------------------ | ---------------------------------------------------------------------- | -------- |
| Deutschland (BVMI) | 3× Gold                                                                | 600.000  |
| Insgesamt          | 1× Gold · 1× Platin ·                                                  | 600.000  |

## Coverversionen

### Version von MoTrip
Der deutsch-libanesische Rapper MoTrip coverte das Stück während der siebten Staffel der VOX-Show Sing meinen Song – Das Tauschkonzert. Er behielt die Komposition bei, änderte jedoch weitgehendst den Liedtext. Statt vom Suchen und Finden der großen Liebe rappt beziehungsweise singt er davon, wie er und seine Familie vor dem Krieg aus dem Libanon flüchten mussten und wie er in Deutschland als einer von „80 Millionen“ seine Identität sowie seine große Liebe fand. Während des Auftritts in der Show, rührte er Giesinger sowie die weiteren Teilnehmer zu Tränen, wofür Giesinger seine Coverversion zum „Song des Abends“ kürte.

„So weit gekommen und so viel gesehen,

so viel passiert, dass wir nicht verstehen.

Berge erklommen, um hier heut zu stehen.

Meere durchschwommen, um Krieg zu entgehen.

Grenzen passiert, marschiert unter Tränen.

Doch ich fand hier meine Identität.

Alles verloren, in der Nacht als wir flohen

Und mich dann hier gefunden.

Als einer von 80 Millionen.“

Das Stück erschien als Promo-Single am 6. Mai 2020, einen Tag nach der Erstausstrahlung. Am 22. Mai 2020 erschien die Coverversion auf dem dazugehörigen Labelsampler. Nachdem das Stück aufgrund der verkürzten ersten Verkaufswoche die Charts verfehlt hatte, schaffte es das Stück in der Chartwoche vom 15. Mai 2020 auf Position 60 der deutschen Singlecharts. In der Chartwoche vom 8. Mai 2020 schaffte es die Single auf Position 22 der deutschen Downloadcharts. Darüber hinaus erreichte die Single Rang 90 der deutschen Streamingcharts. Mit 80 Millionen erreichte MoTrip zum neunten Mal die deutschen Singlecharts. In der Schweiz stieg die Single ebenfalls in der zweiten Verkaufswoche in die Charts ein und erreichte Position 81. Die Single wurde zu MoTrips zweiten Charterfolg in der Schweiz, der erste sei So wie du bist im Jahr 2015.

### Weitere Coverversionen
- 2017: Spongebob Schwammkopf, das Musikprojekt um Spongebob Schwammkopf veröffentlichte am 7. April 2017 eine Version unter dem Titel So wie ein eigener Sohn auf dem Album Der Meiser grillt.[27]